# Mahala, Dubăsari
Mahala este un sat din cadrul comunei Corjova din raionul Dubăsari, Republica Moldova. Este o suburbie a orașului Dubăsari.

## Geografie
Localitatea se află la distanța de 3 km de orașul Dubăsari și la 53 km de Chișinău.

## Istoria satului
Satul Mahala a fost menționat documentar în secolul XX. La începutul secolului XX în localitate a fost deschisă o școală parohială, unde în 1913 învățau 31 de copii.
În perioada sovietică aici a fost organizată gospodăria colectivă „Octombrie Roșu”. În sat a fost deschisă o școală de 8 ani, club cu instalație cinematografică, bibliotecă, ateliere de deservire socială, oficiu poștal, grădiniță, magazin.